# 文官屯站
文官屯站是一个京哈线上的铁路车站，位于辽宁省沈阳市大东区文官屯，建于1908年6月，目前为三等站，邮政编码为110045。目前客运：办理旅客乘降；办理行李托运；不办理包裹托运；货运：办理整车货物发到。